# Laka-Bum
Laka-Bum (ou Lakabum, Laa-Bum) est une localité du Cameroun située dans la commune de Fonfuka et le département du Boyo.

## Population
Lors du recensement de 2005, on a dénombré 345 personnes.
Une enquête de terrain publiée en 2011 crédite le village de 1 007 personnes. 285 sont des nomades peuls ou mbororo, une population jugée vulnérable. Cependant, comme son nom l'indique, c'est une localité où les Mboum sont majoritaires.

## Santé
En 2011 Laka-Bum disposait pas d'un centre de santé.

## Transport
Un sentier de 5,7 km relie le village à Sawi, un autre de 7,2 km à Mbamlu.